# Friedrich Reimann (Maler)
Friedrich Reimann (* 4. September 1896 in Mariaschein; † 21. Juli 1991 in Zeulenroda) war ein deutscher Jagd- und Tiermaler.

## Leben
Reimann wurde 1896 in Mariaschein in Böhmen geboren, seit 1908 war er in Zeulenroda in Thüringen ansässig. Nach einer Ausbildung als Dekorationsmaler begann er 1915 seine künstlerische Ausbildung in Berlin bei Händler, die mit der Einberufung im Ersten Weltkrieg abgebrochen wurde. Von 1920 bis 1922 studierte Reimann an der Staatlichen Akademie für Kunstgewerbe in Dresden.
Als freischaffender Künstler entschied sich Reimann von Anfang an für die realistische, naturalistische Malweise und blieb seinem Stil ein Leben lang treu. Anfang der 30er Jahre stellte er seine Gemälde mit Erfolg auf der Grünen Woche in Berlin aus. Von 1935 an war er regelmäßig zu Jagd- und Studienaufenthalten von Joachim Dietlof Graf von Arnim-Boitzenburg (1898–1972) auf dessen Schloss in der Uckermark eingeladen. Die dortige besondere Artenvielfalt der Fauna und Flora inspirierten ihn zu seinen Gemälden. Ab 1938 war er regelmäßig mit großformatigen Ölbildern auf den nationalsozialistischen Propaganda-Ausstellungen im Haus der Deutschen Kunst in München vertreten und erzielte beachtliche Verkaufserfolge. 1942 wurde er 46-jährig noch zur Kriegsmarine eingezogen. 1946 kehrte er in seine Heimatstadt Zeulenroda zurück. 1952 erhielt er einen Großauftrag vom Museum der Natur Gotha zur Gestaltung sämtlicher Groß-Dioramen, der Wandmalerei im Treppenhaus und der vier großformatigen Wandgemälde im Foyer. Anschließend gestaltete er die Diorama-Hintergründe im Museum Reichenfels-Hohenleuben. Es folgten Aufträge von wissenschaftlichen Verlagen, zahlreiche Reproduktionen seiner Gemälde erschienen in Jagdzeitschriften, in Tier- und Jagdkalendern, auf Postkarten. Eine besondere Wertschätzung seiner exakten naturgetreuen Darstellungsweise erfuhr er in den 1960er Jahren, als er vom Kindler-Verlag beauftragt wurde, als einer der Hauptillustratoren am 13-bändigen enzyklopädischen Werk Grzimeks Tierleben mitzuarbeiten.
Reimann arbeitete bis ins hohe Alter mit ungebrochener Schaffenskraft. Seine Ölbilder und Aquarelle sind kaum zählbar. Seine Werke befinden sich in Museen und bei Privatsammlern. Mit seinem Werk trug er zur Förderung des Verständnisses unserer Flora und Fauna bei.

## Rezeption
1996 fand im Museum der Natur Gotha eine große Reimann-Retrospektive statt, die anschließend vom Jagd- und Fischerei-Museum Schloss Tambach übernommen wurde. Nach Reimanns Tod ernannte ihn die Stadt Zeulenroda zum Ehrenbürger.